# 8e armée (Empire russe)
Pour les articles homonymes, voir 8e armée.
La huitième armée est une grande unité de l'armée impériale russe engagée sur le front de l'Est pendant la Première Guerre mondiale. Elle participe à plusieurs batailles contre les armées impériales austro-hongroise et allemande avec des chefs de valeur comme Alexeï Broussilov et Lavr Kornilov. Elle est dissoute en mars 1918.

## Historique

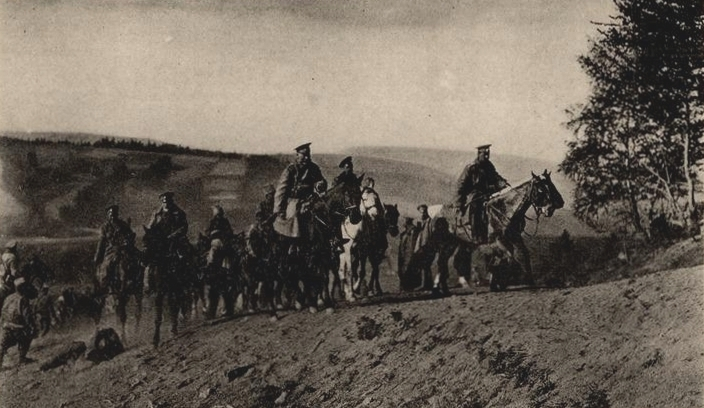
Cavalerie russe dans les Carpates, v. 1915

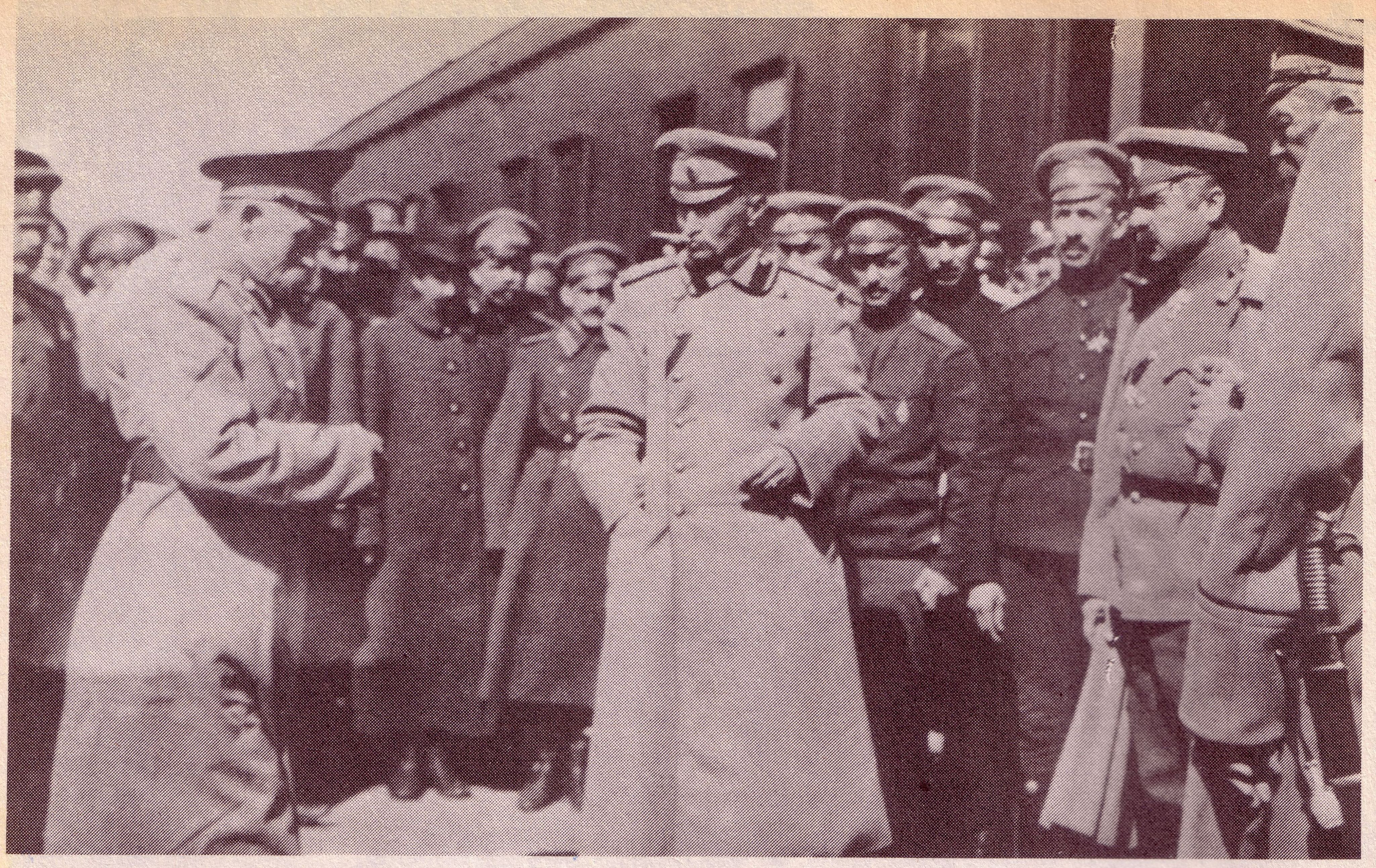
Le général Broussilov attendant à la gare l'arrivée de l'empereur Nicolas II après la prise de Przemyśl, avril 1915

La 8e armée est créée en juillet 1914 sous le commandement d'Alexeï Broussilov. Elle fait partie du front du Sud-Ouest qui est commandé par le général Nikolaï Ivanov. Elle participe à l'offensive victorieuse contre les Austro-Hongrois à la bataille de Lemberg (Lviv) et à la conquête de la Galicie orientale en juillet-août 1914, puis aux durs combats d'hiver de la bataille des Carpates (décembre 1914-mars 1915).
Pendant l'été 1915, elle doit reculer devant les Austro-Hongrois lors de la Grande Retraite mais arrête leur avance et contre-attaque avec succès lors de la bataille de Rivne (août 1915-septembre 1915). Le front se stabilise alors sur le Styr.
En mars 1916, Broussilov reçoit le commandement du front du Sud-Ouest et transmet celui de la 8e armée à un de ses subordonnés, le général cosaque Alexeï Kaledine. La 8e armée participe à l'offensive Broussilov (juin 1916-septembre 1916).
En avril 1917, le commandement passe à Lavr Kornilov qui était, lui aussi, un chef d'unité de la 8e armée. En juillet 1917, Kornilov reçoit du gouvernement provisoire le commandement du front du Sud-Ouest et dirige l'offensive Kerenski, lancée en Galicie : la 8e armée participe à ce qui est la dernière offensive de l'armée russe pendant cette guerre.
Pendant l'hiver 1917-1918, sur le front roumain, la discipline de l'armée se désagrège, minée par les mutineries et les soviets de soldats. Le général Anatoli Gekker est le dernier chef de la 8e armée entre janvier 1918 et mars 1918 ; elle disparaît après le traité de Brest-Litovsk qui met fin à la guerre sur le front russe.

## Commandants
- Alexeï Broussilov (28 juillet 1914 – 17 mars 1916)
- Alexeï Kaledine (23 mars 1916 – 29 avril 1917)
- Lavr Kornilov (29 avril 1917 – 10 juillet 1917)
- Vladimir Tcheremissov (ru) (11 juillet 1917 - 25 juillet 1917)
- Mikhaïl Sokovnine (ru) (30 juillet 1917 – 17 octobre 1917)
- Mykola Iounakiv (18 octobre 1917 - 21 décembre 1917)
- L. A. Alexandrovitch (21 décembre 1917 – janvier 1918)
- Anatoli Gekker (janvier 1918 - 26 mars 1918)

Commandants de la 8e armée impériale russe
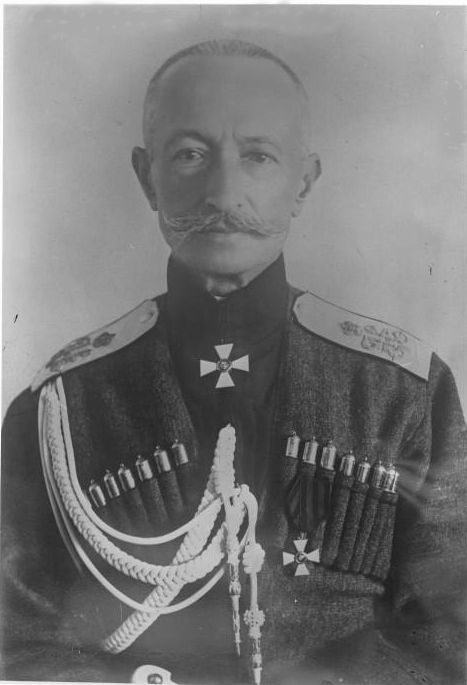
Alexeï Broussilov en 1916
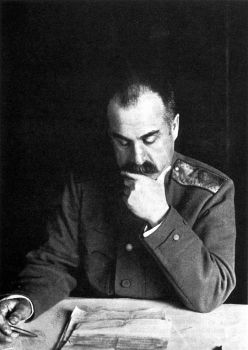
Alexeï Kaledine, futur ataman des cosaques du Don et général des Armées blanches
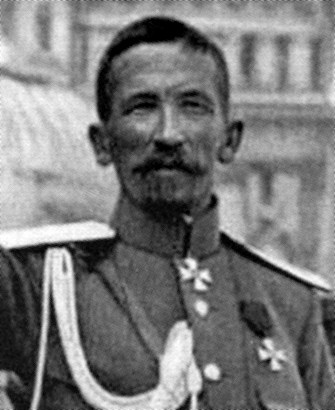
Lavr Kornilov, futur général des Armées blanches
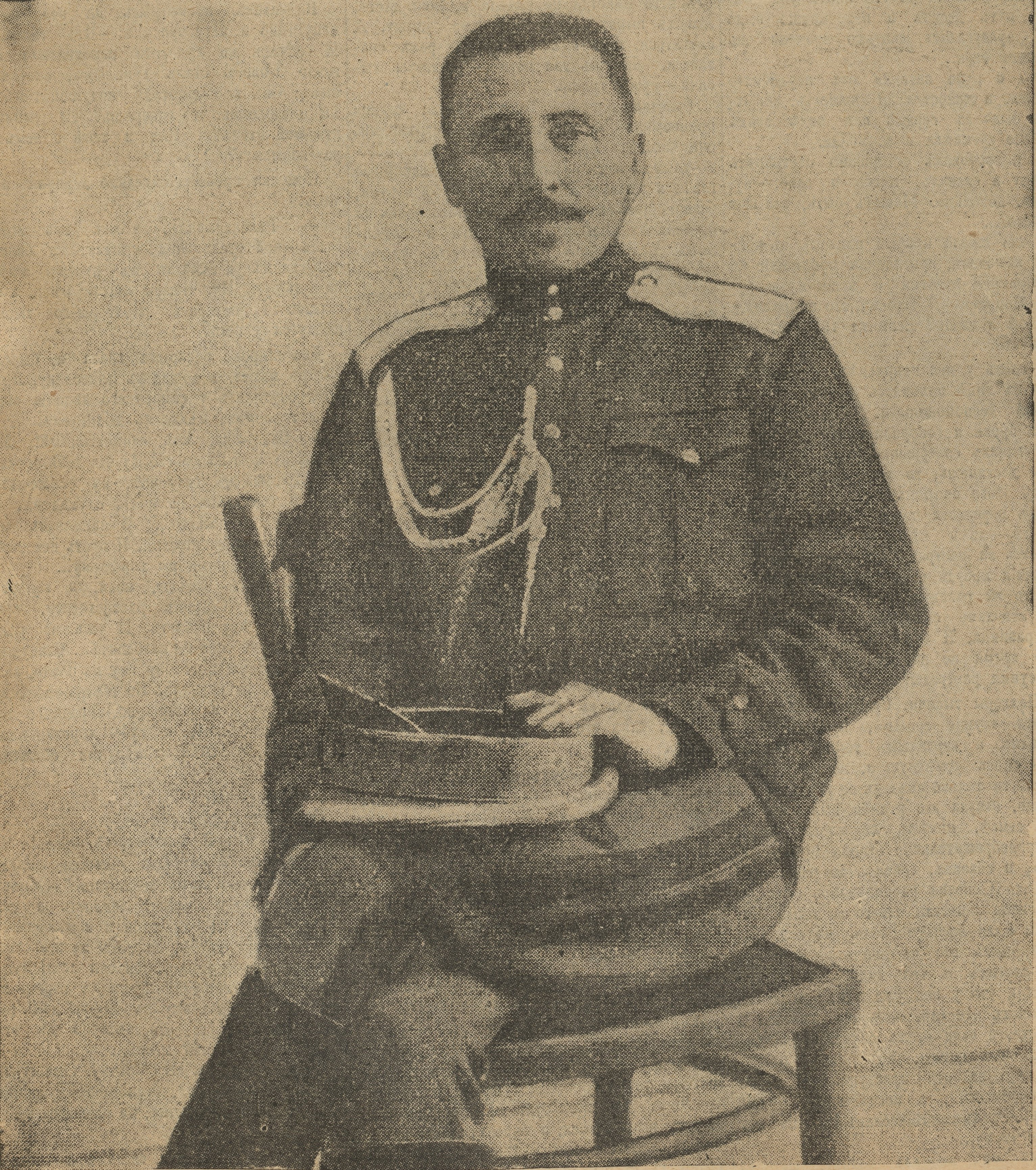
Vladimir Tcheremissov
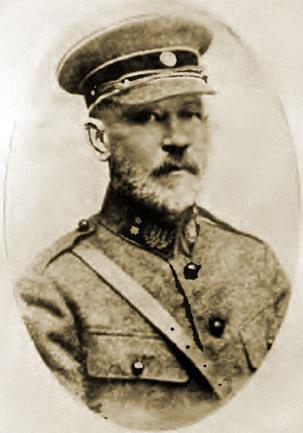
Mykola Yunakiv, futur général de l'Armée populaire ukrainienne

## Sources et bibliographie
- (de) Cet article est partiellement ou en totalité issu de l’article de Wikipédia en allemand intitulé « 8. Armee (Russisches Kaiserreich) » (voir la liste des auteurs) dans sa version du 12 février 2016.